# 614 a.C.
Il 614 a.C. (DCXIV a.C. in numeri romani) è un anno  del VII secolo a.C.

## Eventi
- Nel 614 a.C. gli Assiri vengono sconfitti da una coalizione di popoli (babilonesi, egizi e medi) e la capitale Assur viene distrutta.